# Arnošt Heinrich

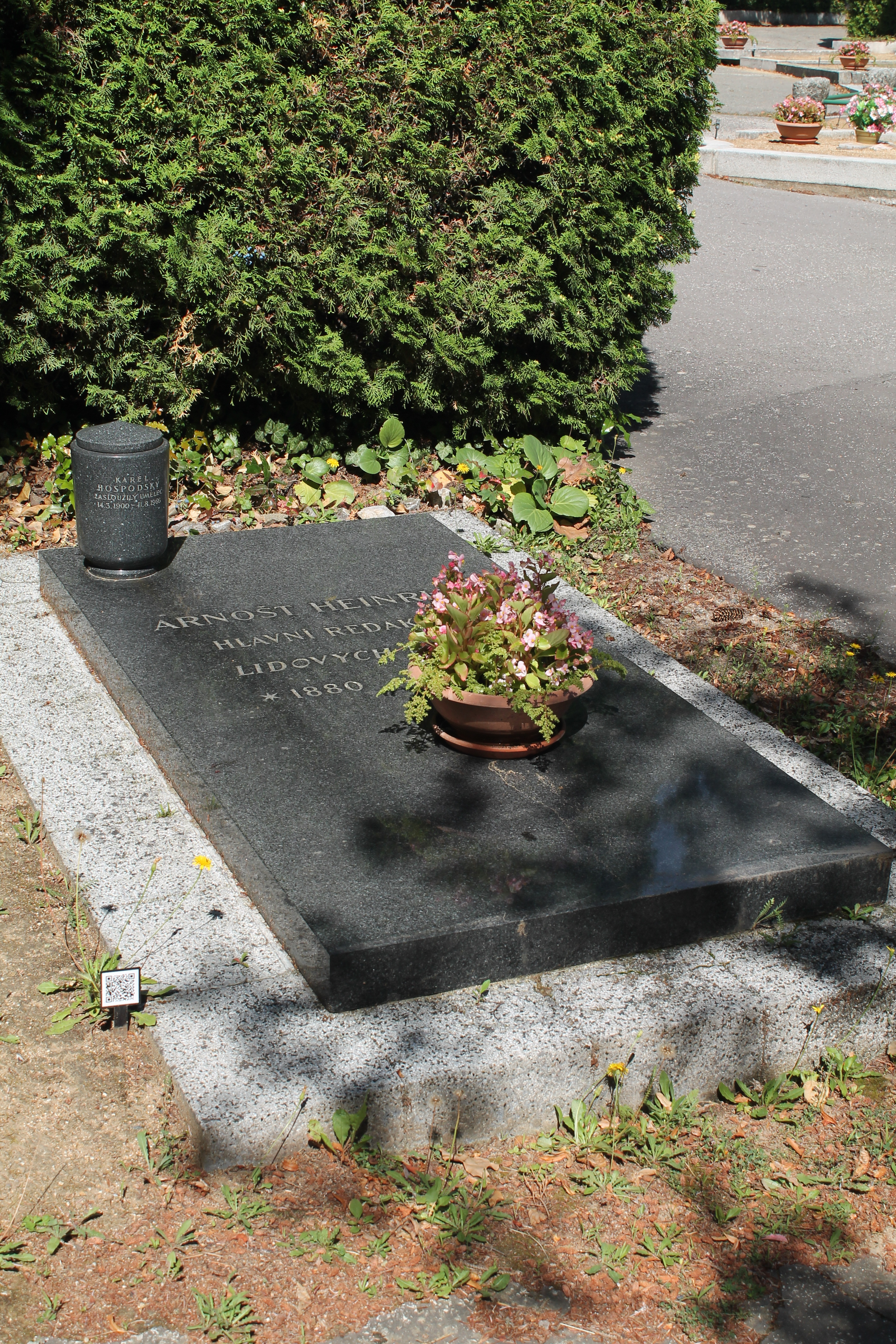
Hrob Arnošta Heinricha na Ústředním hřbitově v Brně

Arnošt Heinrich (26. prosince 1880 Praha – 3. května 1933 Brno) byl český a československý novinář (šéfredaktor Lidových novin) a politik; člen Lidové strany pokrokové na Moravě (moravská sesterská strana Národní strany svobodomyslné – mladočechů) a poslanec Revolučního národního shromáždění za Českou státoprávní demokracii, respektive za z ní vzniklou Československou národní demokracii.

## Biografie
Vystudoval reálné gymnázium v Křemencově ulici v Praze, po maturitě začal studovat právnickou fakultu Univerzity Karlovy, studia však nedokončil. V mládí patřil do studentského hnutí realistů. Po dvouletém působení v redakci Času (od roku 1902) se v roce 1904 stal redaktorem brněnských Lidových novin, hlavního tiskového orgánu moravského národního liberalismu. Za první světové války patřil do radikálního křídla strany odmítajícího prorakouský aktivismus části mladočechů. Byl aktivní v odbojové organizaci Maffie. V roce 1918 se podílel na utvoření strany Česká státoprávní demokracie, v jejímž zemském moravském vedení usedl.
Od roku 1918 zasedal v Revolučním národním shromáždění. Byl profesí redaktorem.
Byl též členem první správní komise města Brna.
V roce 1919 se stal šéfredaktorem Lidových novin, které se pod jeho vedením postupně staly významným celostátním deníkem. V roce 1925 se podílel na vytvoření Národní strany práce, které se ale nepodařilo proniknout do parlamentu. Šéfredaktorem Lidových novin byl v letech 1919 až 1927 a poté od roku 1930 až do smrti.
Zemřel v květnu 1933 po kratší nemoci ve svém bytě v Brně.